# Rose Mukantabana
Rose Mukantabana (ur. 31 sierpnia 1961 w Dystrykcie Nyanza, Prowincja Południowa, Rwanda) – rwandyjska prawniczka, działaczka praw człowieka i polityk.

## Życiorys
Ukończyła szkołę średnią w 1980 i rozpoczęła pracę w służbie cywilnej, najpierw w Rwandyjskim Towarzystwie Ubezpieczeniowym, a następnie Ministerstwie Usług Publicznych. W 1992 rozpoczęła studia prawnicze na Narodowym Uniwersytecie Rwandyjskim, który ukończyła w 1996. Rozpoczęła pracę w stowarzyszeniu Haguruka, organizacji pozarządowej zajmującej się prawami człowieka, w szczególności kobiet i dzieci. W ciągu 9 lat pracy awansowała i była asystentką prawną, koordynatorem spraw prawnych i w końcu Sekretarzem Generalnym. Ukończyła studia podyplomowe z dziedziny praw człowieka na Facultés Universitaires Saint-Louis w Brukseli.
W 2002 był wiceprezydentem organizacji Pro-Femmes, która koordynowała działania 43 organizacji pozarządowych z dziedziny praw i rozwoju kobiet. W 2005 rozpoczęła pracę jako Krajowy Koordynator Inicjatywy Praw Kobiet sponsorowanej przez USAID, a w 2007 przeniosła się do ActionAid International Rwanda, najpierw jako Koordynator do spraw Praw Kobiet, a następnie Kierownik Rozwoju Programów.
W 2008 została wybrana do Parlamentu. 6 października 2008 została wybrana przez posłów Przewodniczącą izby niższej. Była pierwszą kobietą na tym stanowisku, które sprawowała do 2013. W 2002 wybrana na trzyletnią kadencję przewodniczącej Afrykańskiej Unii Parlamentarnej.